# Castel Stadelhof
Castel Stadelhof (in tedesco Schloss Stadelhof) si trova nel comune austriaco di Sankt Veit an der Glan nell'omonimo distretto appartenente al Land della Carinzia e la sua storia inizia nel XVI secolo.

## Storia

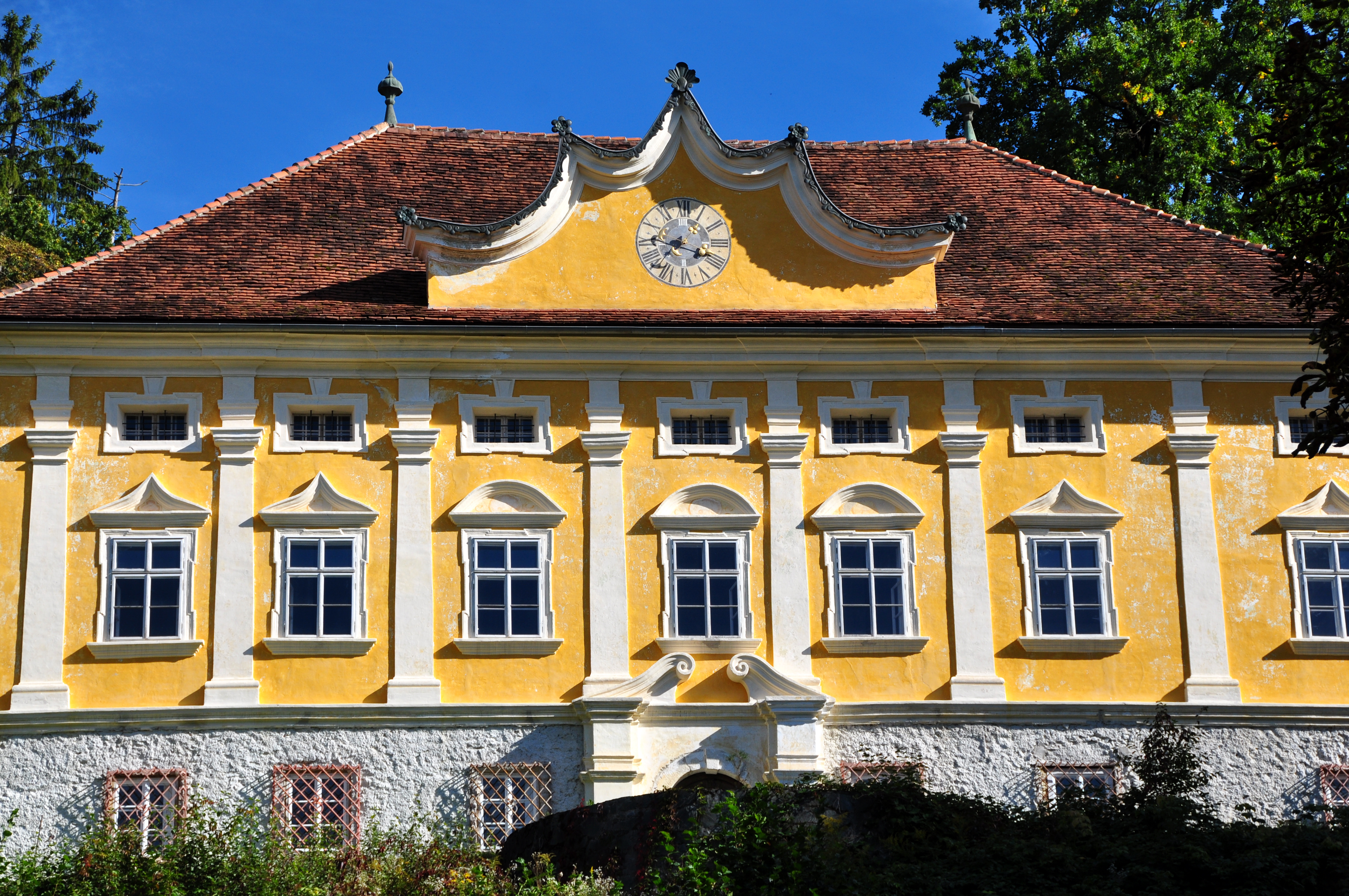
Particolare della facciata principale

Il castello di Stadlhof, che in origine era una fattoria con una tenuta come viene confermato dal suo nome, fu menzionato per la prima volta in un documento nel 1599. Apparteneva all'abbazia di San Giorgio di Sankt Georgen am Längsee e la sua costruzione forse fu decisa da Hans Stadler zu Pach che nel territorio volle un palazzo al confine tra i tribunali distrettuali di Osterwitz e Maria Saal e per un certo periodo il suo nome fu Stadlerhof zu Pach. Nel XVI secolo ne ottenne la gestione in feudo la famiglia Jabornigg poi, nel 1599, la tenuta passò al signore del castello di Tanzenberg, Siegmund von Keutschach, che fu uno degli ultimi membri influenti della sua nobile famiglia e fece ampliare il castello di Taggenbrunn vicino a St. Veit an der Glan. La famiglia Keutschach ricoprì anche la carica di amministratore ereditario della Carinzia concessa dall'arciduca Carlo II d'Austria nel 1565. Dopo la morte di Siegmund von Keutschach il castello passò agli Himmelberger e quando l'ultimo membro della casata morì nel 1616 i rappresentanti degli eredi vendettero la tenuta a Johann Weber von und zu Ehrental. Questi era consigliere imperiale e segretario del paesaggio, acquisì anche il castello di Glanegg e il castello di Moosburg nel 1630 da Hector von Ernau, che dovette lasciare il paese come protestante. Nel 1645 entrò in possesso anche del castello Ehrental vicino a Klagenfurt, che prese il suo nome. Il castello passò per via ereditaria ad Erasmus Seyfried Khrüner von Khrünegg poi la proprietà andò alla famiglia von Hagenegg. Nel 1716 passò a Johann Andreas von Jauritsch zu Hertzfeldt, imparentato per matrimonio con la famiglia Hagenegg, nominato cavaliere nel 1691 e tesoriere regionale a Klagenfurt dal 1703. La proprietà è poi passata all'avvocato di Klagenfurt Alexander von Paßberg. Il suo ampliamento in forme neoclassiche con un tocco barocco fu realizzato tra il 1772 e il 1780 su progetto dell'architetto Johann Georg Hagenauer che lavorò anche al castello di Pöckstein e al seminario di Strasburgo. Nel 1797 la proprietà andò a Vinzenzia Freiin von Schluga e l'anno successivo allo Freiherr Johann Mathias  von Koller. Koller si era stabilito a Sankt Veit an der Glan e gestiva una piccola industria, era stato nominato cavaliere nel 1769 ed elevato al grado di barone nel 1792. Nel 1846 la proprietà passò al conte Gustav Egger, la cui madre Katharina proveniva dalla famiglia Koller. Dal 1886 la proprietà andò a Dionys Julius Craigher von Jachelutta e dieci anni dopo a Viktor Friedrich Ernst von Schönburg-Waldenburg. Durante la prima metà del XX secolo si succedettero come signori Oskar Schneditz, la famiglia Dreihann-Holenia e Elisabeth Fraess-Ehrfeld. Dal 1991 al 2001 il castello è stato di proprietà dell'industriale Martin Auer che ha iniziato a ristrutturarlo. Nel 2001 è stato comprato dal Land della Carinzia poi, nel 2009, è stato acquistato dall'imprenditore Hermann Fleischhacker.

## Descrizione

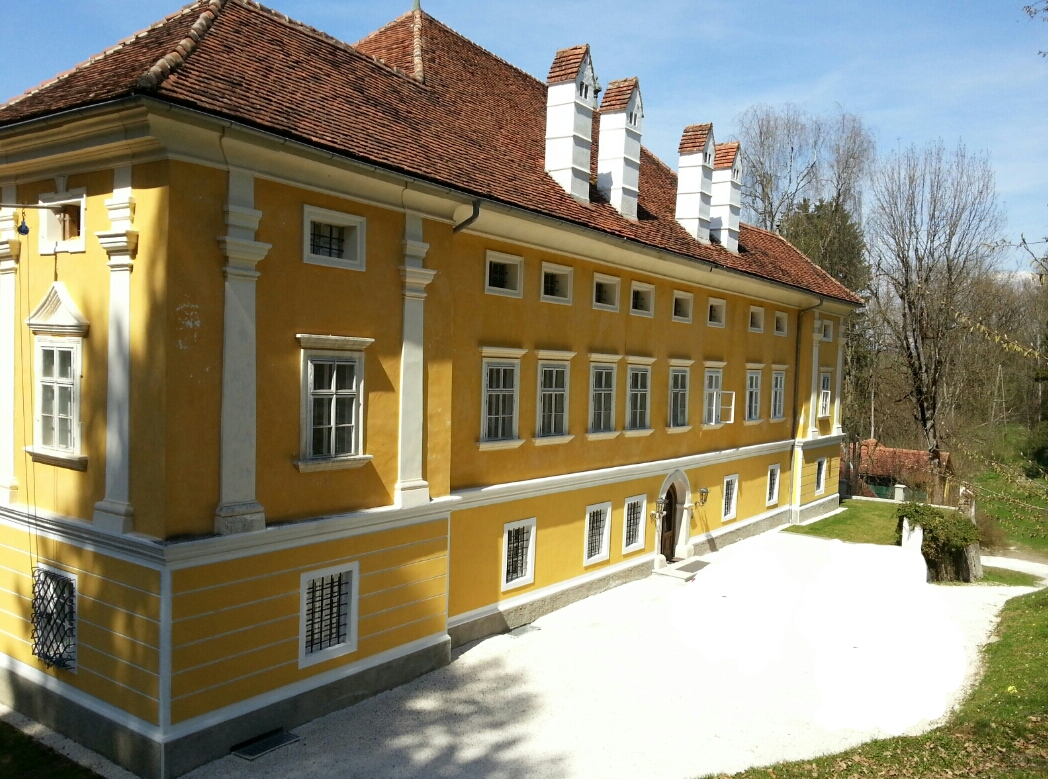
Facciata posteriore con cortile

Il castello si trova a Pflugern, piccola frazione del comune austriaco di Sankt Veit an der Glan nell'omonimo distretto appartenente al Land della Carinzia. Posto sulla vecchia strada che porta da Sankt Veit an der Glan a Klagenfurt. Il palazzo, in posizione leggermente elevata, è un esempio di architettura neoclassica ed è stato restaurato in modo importante a partire dalla fine del XX secolo. La grande facciata, che si sviluppa su tre piani, presenta un ampio avancorpo e due ali laterali ridotte. I pavimenti del piano terreno sono in marmo e i soffitti, che erano stati imbiancati a calce, permettono di vedere i dipinti originali che vi erano nascosti sotto. Vi sono saloni adatti a vari utilizzi.

### Bene architettonico tutelato
Castel Stadelhof è stato posto sotto tutela dei monumenti da parte della Repubblica austriaca col numero 34841.